# Slovenska Wikipedija
Slovenska Wikipedija je različica spletne enciklopedije Wikipedije v slovenskem jeziku. Projekt slovenske Wikipedije se je začel 26. februarja 2002 z ustanovitvijo njene spletne strani, njen pobudnik pa je bil uporabnik Jani Melik. Slovenska Wikipedija je nastala kot šestnajsta po vrsti. Pred njo so bile različice v naslednjih jezikih: angleščina, katalonščina, nemščina, švedščina, španščina, portugalščina, francoščina, nizozemščina, poljščina, preprosta angleščina, afrikanščina, esperanto, norveščina, baskovščina in italijanščina, za njo pa v letu 2002 še v jezikih: danščina, latinščina, estonščina, frizijščina, japonščina, finščina, korejščina, kitajščina, ruščina, češčina, bosanščina, malajalščina, turščina.
Wikipedija je široko uporabljano referenčno delo in eno najbolj obiskanih spletnih socialnih omrežij v Sloveniji, vendar uradna statistika rabe interneta v Sloveniji ne razločuje med različicami Wikipedije in spremlja le obisk vrhnje domene Wikipedia.org. V večini primerov je slovenska različica deležna zgolj bežne omembe v novicah o Wikipediji na splošno ali njeni največji - angleški različici. Je pa kot prosto dostopna in razmeroma velika zbirka strukturiranih podatkov v slovenskem jeziku že bila uporabljena na primer za ustvarjanje besedilnih korpusov za strojno učenje jezikoslovnih algoritmov  in analizo spletne prisotnosti slovenskih književnikov. V teku je tudi več projektov sodelovanja s predavatelji na Univerzi v Ljubljani, ki so vključili ustvarjanje vsebine v učni proces.
Poleg tega se aktivni slovenski wikipedisti udeležujejo debat o Wikipediji (tako splošnih kot specifičnih za slovensko različico) v nacionalnih občilih. Leta 2012 je v bibliotekarski reviji Knjižnica izšla neodvisna analiza izbranih člankov v letih 2009 do 2011, v kateri sta avtorici izpostavili, da je večina teh člankov prirejenih po angleški Wikipediji in opozorili na dejstvo, da je večina referenc v tujih jezikih, kar otežuje dostopnost slovenskim bralcem. Odkrili sta tudi, da je v vzorcu naključnih člankov večina ne- ali slabo referenciranih kratkih geselskih iztočnic (»škrbin«).

## Statistika
Marca 2025 je slovensko Wikipedijo urejalo približno 350 uporabnikov s po vsaj enim urejanjem v zadnjih 30 dneh. Na projektu je v tem času delovalo 22 uporabnikov z administratorskimi pravicami in okrog 160 uporabniških računov za avtomatizirana urejanja (t. i. »botov«). Do dne 26. 06. 2025 so obiskovalci ustvarili 193.504 člankov, kar umešča slovensko Wikipedijo med 50 wikipedij z največ članki.

### Mejniki
- 100 člankov - 18. junij 2002
- 1.000 člankov - 30. september 2003
- 10.000 člankov - 7. februar 2005
- 20.000 člankov - 17. december 2005
- 30.000 člankov - 30. junij 2006
- 40.000 člankov - 15. februar 2007
- 50.000 člankov - 17. julij 2007
- 100.000 člankov - 15. avgust 2010
- 150.000 člankov - 31. marec 2016